# Elixirul vieții

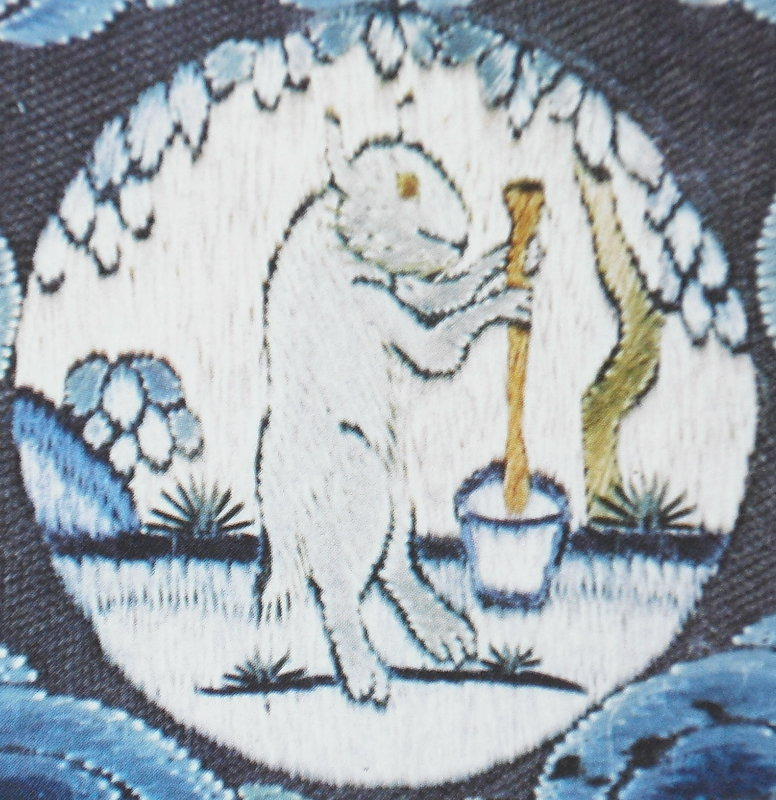
Mitologicul Iepure Alb preparând elixirul vieții pe Lună, potrivit mitologiei chinezești.

Elixirul vieții, cunoscut, de asemenea, sub numele de elixirul nemuririi și echivalat uneori cu numele piatra filozofală, este o poțiune care se presupune că îi face pe băutori să dobândească viața veșnică și/sau tinerețea veșnică. S-a spus, de asemenea, că acest elixir vindecă toate bolile. Alchimiștii din diferite epoci și culturi au încercat să prepare acest elixir.

## Istoric

### China

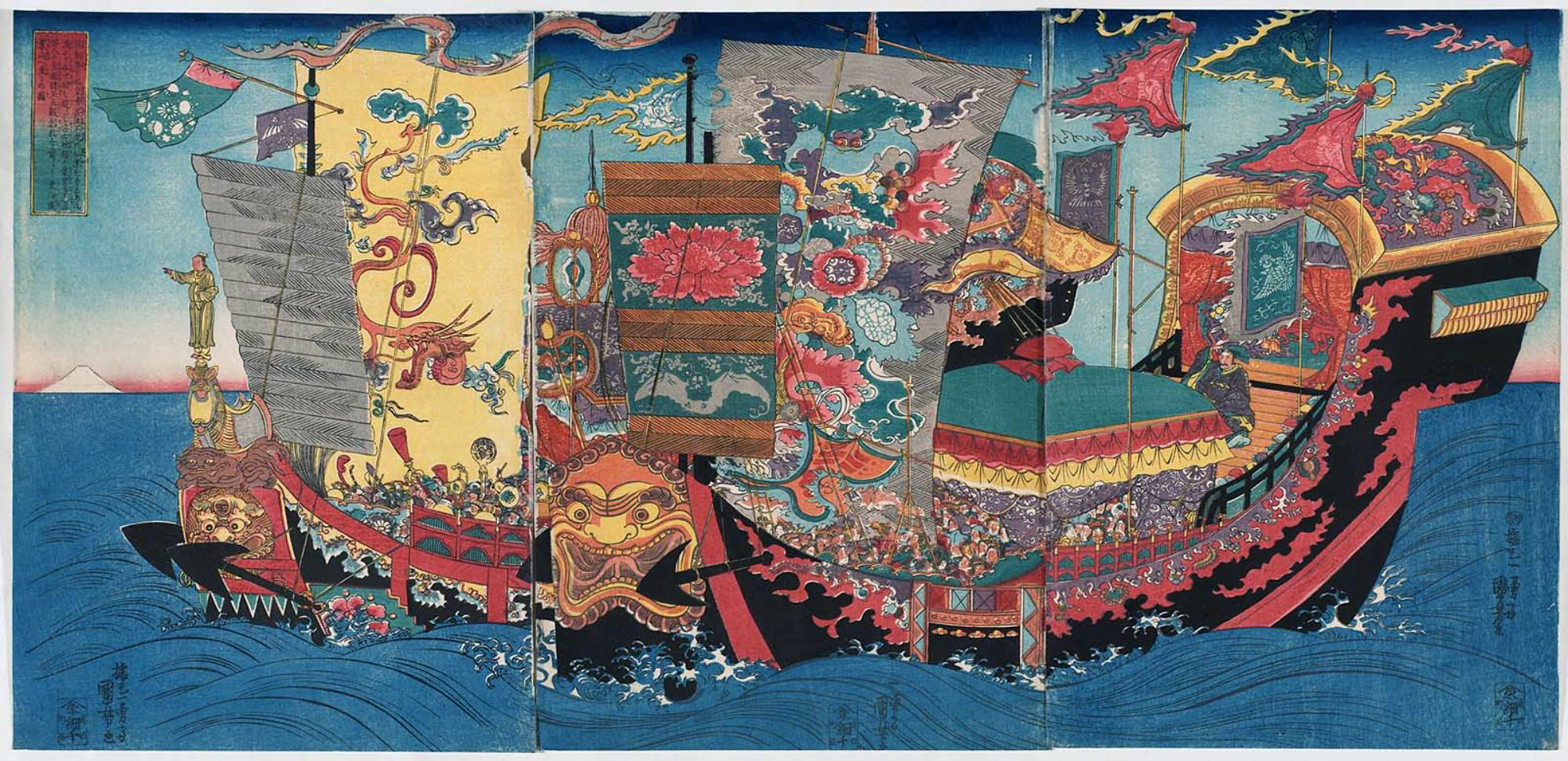
Prima expediție a lui Xu Fu la Muntele Nemuritorilor. Desen realizat de Utagawa Kuniyoshi.

În China antică mai mulți împărați au căutat să obțină elixirul vieții cu rezultate diferite. În timpul dinastiei Qin, împăratul Qin Shi Huang l-a trimis pe alchimistul taoist Xu Fu cu 500 de bărbați tineri și 500 de femei tinere pe mările orientale pentru a descoperi elixirul, dar el nu s-a întors niciodată (legenda spune că el a descoperit Japonia). Când Shi Huang Di l-a vizitat, el a adus 3.000 de fete și băieți, dar niciunul dintre ei nu s-a mai întors vreodată.
Chinezii antici credeau că ingerarea unor substanțe prețioase cu o durată lungă de viață, precum jadul, cinabrul sau hematitul, putea conferi o parte din această longevitate persoanei care le-a consumat. Aurul a fost considerat deosebit de puternic, deoarece era un metal prețios care nu-și pierdea strălucirea; ideea de aur potabil a fost întâlnită în China până la sfârșitul secolului al III-lea î.Hr. Cea mai faimoasă carte chineză de alchimie, Danjing yaojue (Formule esențiale ale alchimiștilor clasici), atribuită lui Sun Simiao (c. 581 - c. 682 CE),  un medic specialist faimos numit cu respect de generațiile următoare „Regele medicinei”, discută în detaliu crearea elixirurilor pentru obținerea nemuririi (mercurul, sulful și sărurile mercurului și arsenicului sunt proeminente și cele mai multe sunt otrăvitoare), precum și a elixirurilor pentru vindecarea anumitor boli și fabricarea de pietre prețioase.
Multe dintre aceste substanțe nu numai că nu au contribuit la creșterea longevității, dar sunt deosebit de toxice și au cauzat intoxicarea cu elixir alchimic chinezesc. Împăratul Jiajing din dinastia Ming a murit din cauza ingerării unei doze letale de mercur despre care credea că ar fi „Elixirul vieții”.

### India
Cele mai vechi scrieri indiene, Vedele (scripturile sacre hinduse), conțin aceleași indicii alchimice care se găsesc din abundență în China antică, și anume referiri vagi la o legătură între aur și viață lungă. Mercurul, care era unelement vital al alchimiei, este menționat pentru prima dată în tratatul Arthashastra din secolul al IV-lea și secolul al III-lea î.Hr., este descoperit aproximativ în același timp atât în China, cât și în Occident. Ideea transformării metalelor de bază în aur apare în textele budiste din secolul al II-lea până al V-lea, cam în același timp ca în Occident.
De asemenea, este posibil ca alchimia medicinei și a nemuririi să provină în China din India sau invers; în orice caz, pentru ambele culturi producția de aur pare să fi fost o preocupare minoră, iar medicamentul preocuparea majoră. Elixirul nemuririi avea însă o mică importanță în India (care avea alte căi pentru atingerea nemuririi). Poțiunile indiene au fost remedii minerale pentru tratarea unor boli specifice sau, cel mult, pentru a prelungi o viață lungă.

### Europa

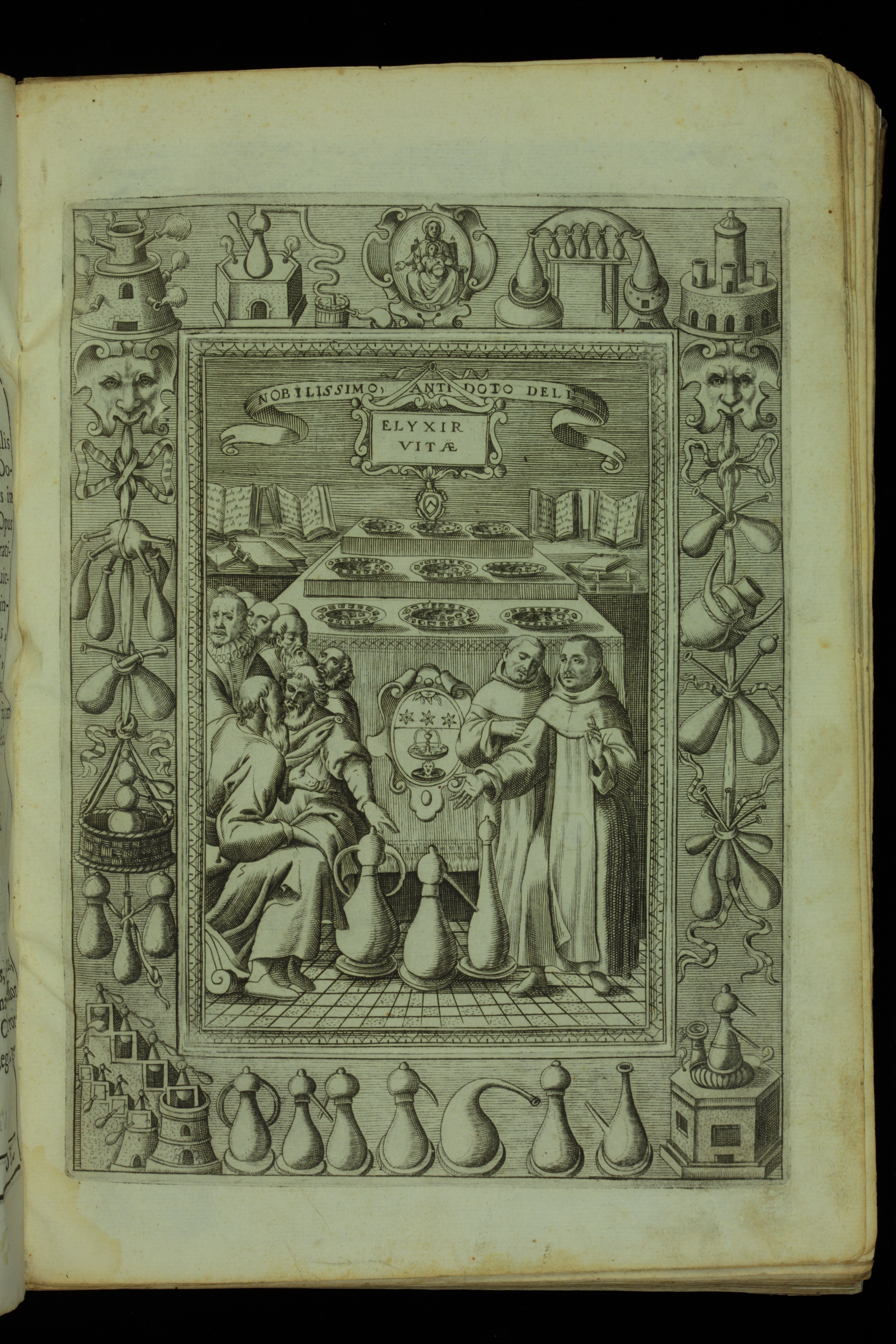
Dell' elixir vitae, 1624

În tradiția alchimică europeană, Elixirul Vieții este asociat îndeaproape cu fabricarea pietrei filozofale. Conform legendei, unii alchimiști au dobândit reputația că ar fi reușit să creeze acest elixir. Printre aceștia se numără Nicolas Flamel și St. Germain.

### Japonia
În colecția de poezie japoneză din secolul al VIII-lea Man'yōshū s-a spus că apa reîntineririi (変若水 ochimizu?) este în posesia zeului lunii Tsukuyomi. S-au remarcat asemănări cu un basm din Insulele Ryukyu, în care zeul lunii a decis să-i dea omul apa vieții (în limba miyako: sïlimizï) și șerpilor apa morții (sïnimizï). Cu toate acestea, persoana însărcinată cu transportul găleților de apă pe Pământ a obosit și s-a odihnit un pic, iar un șarpe s-a scăldat în apa vieții, făcând-o inutilizabilă. Această legendă arată de ce șerpii întineresc în fiecare an prin căderea pielii lor, în timp ce oamenii sunt sortiți să moară.

## Nume
Elixirul a avut sute de nume (un cercetător al istoriei chineze a anunțat că a găsit peste 1.000 de nume pentru el), printre care Amrit Ras sau Amrita, Aab-i-Hayat, Maha Ras, Aab-Haiwan, Dancing Water, Chasma-i-Kausar, Mansarover sau Pool of Nectar, piatra filozofală și Soma Ras. Cuvântul elixir nu a fost utilizat până în secolul al VII-lea d.Hr. și provine din numele arab pentru substanțe miraculoase, „al-iksir”. Unii îl consideră ca o metaforă pentru duhul lui Dumnezeu (de exemplu, Isus se referă la „Apa Vieții” sau „Fântâna Vieții”). „Dar cel ce va bea din apa pe care i-o voi da Eu nu va mai înseta în veac, căci apa pe care i-o voi da Eu se va face în el izvor de apă curgătoare spre viață veșnică.” (Ioan 4:14) Scoțienii și irlandezii au adoptat numele de „aur lichid”: numele „goidelic” pentru whisky este uisce beatha sau apa vieții.
Numele persan Aab-i-Hayat înseamnă „apa vieții”. „Chashma-i-Kausar” (nu „hasma”) este „Fântâna Milostivirii”, despre care musulmanii cred că se află în Paradis. Există mai multe nume indiene pentru elixir: „Amrit Ras” înseamnă „sucul nemuririi”, „Maha Ras” înseamnă „sucul mare” și „Soma Ras” înseamnă „sucul lui Soma”. Mai târziu, Soma a ajuns să însemne luna. „Ras” a ajuns să însemne mai târziu „starea de spirit sacră experimentată la ascultarea muzicii sau poeziei”; mai există încă nouă înțelesuri. Mansarovar, „lacul minții”, este lacul sacru de la poalele Muntelui Kailash din Tibet, în apropiere de izvoarele Gangelui.

## În cultura populară
Elixirul vieții a fost o sursă de inspirație sau subiect al unor lucrări literare sau artistice, inclusiv desene animate, benzi desenate, filme, compoziții muzicale, romane și jocuri video. Printre exemplele ce pot fi menționare sunt romanul fantasy John Dough and the Cherub al lui L. Frank Baum, serialul științifico-fantastic Doctor Who, Harry Potter și Piatra Filozofală, Misterele casei Anubis, seria manga Fullmetal Alchemist, romanul popular Baccano! și filmul Professor Layton and the Eternal Diva din franciza populară Professor Layton.
Vezi și „Alchimistul” de H. P. Lovecraft.

## Legături externe
- Heart of the Earth: The Elixir of Life, second novel in the trilogy by Richard Anderson
- Al-Khidr, The Green Man
- Alchemy and Daoism Arhivat în 14 februarie 2020, la Wayback Machine.
- Naam or Word, Book Three: Amrit, Nectar or Water of Life
- Needham, Joseph, Ping-Yu Ho, Gwei-Djen Lu. Science and Civilisation in China, Volume V, Part III Arhivat în 27 noiembrie 2014, la Wayback Machine.. Cambridge at the University Press, 1976.
- Turner, John D. (transl.). The Interpretation of Knowledge